# Galapa
Galapa – miasto w Kolumbii, w departamencie Atlántico.